# Persone di nome Augustin
| Questa pagina contiene informazioni ricavate automaticamente dalle voci biografiche con l'ausilio del template Bio e di un bot. L'aggiornamento è periodico e automatico e ricostruisce completamente la pagina. Se manca una persona in questa lista, sei pregato di non aggiungerla, ma accertati piuttosto che la sua voce biografica contenga il template Bio e che i dati anagrafici siano correttamente compilati. Se il template Bio manca, inseriscilo tu stesso o, in alternativa, metti l'avviso {{tmp\|Bio}} che ne segnala la mancanza. Se i dati riportati sono sbagliati, correggi direttamente la voce biografica; le modifiche saranno visibili in questa lista entro pochi giorni. Per chiarimenti vedi il progetto antroponimi. La lista contiene solo le 63 persone che sono citate nell'enciclopedia e per le quali è stato implementato correttamente il template Bio. Pagina aggiornata al 22 lug 2025. |

Questa è una lista di persone presenti nell'enciclopedia che hanno il nome Augustin, suddivise per attività principale.

## Ammiragli(1)
- Augustin Boué de Lapeyrère, ammiraglio francese (Castéra-Lectourois, n. 1852 - Pau, † 1924)

## Anatomisti(1)
- Augustin Friedrich Walther, anatomista e botanico tedesco (Wittenberg, n. 1688 - Lipsia, † 1746)

## Arcivescovi cattolici(1)
- Augustin Johann Joseph Gruber, arcivescovo cattolico austriaco (Vienna, n. 1763 - Salisburgo, † 1835)

## Astronomi(1)
- Augustin Royer, astronomo francese

## Aviatori(1)
- Augustin Novák, aviatore austro-ungarico

## Bibliografi(1)
- Augustin de Backer, bibliografo belga (Anversa, n. 1809 - Liegi, † 1873)

## Botanici(2)
- Augustin de Saint-Hilaire, botanico e esploratore francese (Orléans, n. 1779 - Orléans, † 1853)
- Augustin Pyrame de Candolle, botanico e micologo svizzero (Ginevra, n. 1778 - Ginevra, † 1841)

## Calciatori(1)
- Augustin Deleanu, calciatore e dirigente sportivo rumeno (Măgurele, n. 1944 - Bucarest, † 2014)

## Cardinali(1)
- Augustin Bea, cardinale, arcivescovo cattolico e biblista tedesco (Riedböhringen, n. 1881 - Roma, † 1968)

## Cestisti(1)
- Augustin Bernaer, cestista belga (Molenbeek-Saint-Jean, n. 1926)

## Ciclisti su strada(1)
- Augustin Ringeval, ciclista su strada francese (Aubigny-aux-Kaisnes, n. 1882 - Amélie-les-Bains, † 1967)

## Compositori(2)
- Augustin Barié, compositore e organista francese (Parigi, n. 1883 - Antony, † 1915)
- August Lanner, compositore austriaco (Vienna, n. 1835 - Vienna, † 1855)

## Criminali(1)
- Augustin Bizimungu, criminale di guerra e generale ruandese (Byumba, n. 1952)

## Drammaturghi(2)
- Augustin Daly, drammaturgo, regista e produttore teatrale statunitense (Plymouth, n. 1838 - Parigi, † 1899)
- Augustin Nadal, drammaturgo, poeta e giornalista francese (Poitiers, n. 1659 - Parigi, † 1741)

## Generali(5)
- Augustin Daniel Belliard, generale francese (Fontenay-le-Comte, n. 1769 - Bruxelles, † 1832)
- Auguste Dubail, generale francese (Belfort, n. 1851 - Parigi, † 1934)
- Augustin Ehrensvärd, generale, architetto e artista svedese (Barkarö, n. 1710 - Mynämäki, † 1772)
- Augustin Guillaume, generale francese (Guillestre, n. 1895 - Guillestre, † 1983)
- Augustin Gérard, generale francese (Dunkerque, n. 1857 - Château-Gontier, † 1926)

## Gesuiti(2)
- Augustin Barruel, gesuita, saggista e scrittore francese (Villeneuve-de-Berg, n. 1741 - Parigi, † 1820)
- Augustin Haller von Hallerstein, gesuita e missionario tedesco (Lubiana, n. 1703 - Pechino, † 1774)

## Illustratori(1)
- Augustin de Saint-Aubin, illustratore, disegnatore e incisore francese (Parigi, n. 1736 - Parigi, † 1807)

## Incisori(1)
- Augustin Dupré, incisore e medaglista francese (Saint-Étienne, n. 1748 - Armentières-en-Brie, † 1833)

## Insegnanti(1)
- Augustin Verdure, insegnante e attivista francese (Remilly-Wirquin, n. 1825 - Nuova Caledonia, † 1873)

## Inventori(1)
- Augustin Mouchot, inventore francese (Semur-en-Auxois, n. 1825 - Parigi, † 1912)

## Medici(1)
- Augustin Nicolas Gilbert, medico francese (Buzancy, n. 1858 - † 1927)

## Militari(1)
- Augustin Jordan, militare e ambasciatore francese (Parigi, n. 1910 - Saint-Léger-sous-Beuvray, † 2004)

## Mineralogisti(1)
- Alexis Damour, mineralogista, archeologo e geologo francese (Parigi, n. 1808 - Parigi, † 1902)

## Missionari(4)
- Augustin-Magloire Blanchet, missionario e vescovo cattolico canadese (Saint-Pierre-de-la-Rivière-du-Sud, n. 1797 - Vancouver, † 1887)
- Augustin Henninghaus, missionario e vescovo cattolico tedesco (Menden, n. 1862 - Yenchow-fu, † 1939)
- Augustin Planque, missionario e presbitero francese (Chemy, n. 1826 - Lione, † 1907)
- Augustin Roy, missionario e vescovo cattolico francese (Le Pin, n. 1863 - Wellington, † 1937)

## Orologiai(1)
- Augustin Forfaict, orologiaio francese

## Pittori(1)
- Augustin Coppens, pittore e incisore fiammingo (Bruxelles, n. 1668 - Bruxelles, † 1740)

## Poeti(1)
- Tin Ujević, poeta croato (Vergoraz, n. 1891 - Zagabria, † 1955)

## Politici(4)
- Augustin Avrial, politico francese (Revel, n. 1840 - Fécamp, † 1904)
- Augustin Matata Ponyo, politico della Repubblica Democratica del Congo (Maniema, n. 1964)
- Augustin Pouyer-Quertier, politico e imprenditore francese (Étoutteville, n. 1820 - Rouen, † 1891)
- Augustin de Robespierre, politico francese (Arras, n. 1763 - Parigi, † 1794)

## Presbiteri(3)
- Augustin Diamacoune Senghor, presbitero e attivista senegalese (Singhalène, n. 1928 - Parigi, † 2007)
- Augustin Mansion, presbitero, filosofo e teologo belga (Anversa, n. 1882 - Lovanio, † 1966)
- Augustin Joseph Schulte, presbitero statunitense (Filadelfia, n. 1856 - Filadelfia, † 1937)

## Religiosi(1)
- Augustin von Alvelt, religioso tedesco (Alfeld, n. 1480 - Halle, † 1535)

## Rivoluzionari(1)
- Augustin Darthé, rivoluzionario e magistrato francese (Saint-Pol-sur-Ternoise, n. 1769 - Vendôme, † 1797)

## Sciatori alpini(1)
- Augustin Bianchini, sciatore alpino francese (n. 2000)

## Scrittori(1)
- Eugène Scribe, scrittore, drammaturgo e librettista francese (Parigi, n. 1791 - Parigi, † 1861)

## Scultori(1)
- Augustin Pajou, scultore francese (Parigi, n. 1730 - Parigi, † 1809)

## Storici(3)
- Augustin Cochin, storico e sociologo francese (Parigi, n. 1876 - Hardecourt-aux-Bois, † 1916)
- Augustin Renaudet, storico francese (Parigi, n. 1880 - Parigi, † 1958)
- Augustin Theiner, storico, teologo e archivista tedesco (Breslavia, n. 1804 - Civitavecchia, † 1874)

## Taekwondoka(1)
- Augustin Bata, taekwondoka francese (n. 1980)

## Tennisti(1)
- Augustin Gensse, ex tennista francese (Mont-de-Marsan, n. 1983)

## Teologi(1)
- Augustin Bunea, teologo e storico rumeno (Vad, n. 1857 - Blaj, † 1909)

## Traduttori(1)
- Augustin Roux, traduttore e medico francese (Bordeaux, n. 1726 - Parigi, † 1776)

## Vescovi cattolici(4)
- Augustin Egger, vescovo cattolico svizzero (Kirchberg, n. 1833 - San Gallo, † 1906)
- Augustin Prosper Hacquard, vescovo cattolico e missionario francese (Albestroff, n. 1860 - † 1901)
- Yosep V Hindi, vescovo cattolico siriano (Diyarbakır - Diyarbakır, † 1827)
- Augustin Pacha, vescovo cattolico rumeno (Moriţfeld, n. 1870 - Timișoara, † 1954)

## Violinisti(2)
- Augustin Dumay, violinista francese (Parigi, n. 1949)
- Augustin Hadelich, violinista italiano (Cecina, n. 1984)